# Phaenandrogomphus yunnanensis
Phaenandrogomphus yunnanensis – gatunek ważki z rodziny gadziogłówkowatych (Gomphidae).